# Xylaria primorskensis
Xylaria primorskensis är en svampart som beskrevs av Y.M. Ju, H.M. Hsieh, Lar.N. Vassiljeva & Akulov 2009. Xylaria primorskensis ingår i släktet Xylaria och familjen kolkärnsvampar.   Inga underarter finns listade i Catalogue of Life.